# Siegmar zu Dohna-Schlobitten
Friedrich Siegmar comte de Dohna-Schlobitten (né le 29 décembre 1818 à Bonn et mort le 21 février 1909 à Charlottenbourg) est un lieutenant général prussien.

## Biographie

### Origine
Siegmar est le fils du maréchal prussien Friedrich zu Dohna-Schlobitten (1784-1859) et de sa femme Julie, née von Scharnhorst (1788-1827). Le réformateur prussien Gerhard von Scharnhorst est son grand-père.

### Carrière militaire
Formé par son père, Dohna entre au Mars 1837 comme volontaire dans le 1er régiment de dragons de la Garde de l'armée prussienne et est promu à la mi-janvier 1838 au grade de sous-lieutenant. Pour poursuivre sa formation, il est commandé à l'école générale de guerre du 1er octobre 1842 au 30 septembre 1845. À son retour, il est utilisé comme adjudant de régiment du 1er mars 1848 au 5 janvier 1849 et est entre-temps promu premier-lieutenant. De 1849 à 1851, Dohna est affecté au Bureau topographique (de) et, du 1er avril au 15 juin 1853, au commandement de les troupes des 1er et 2e régiments de cavalerie de la Garde de la Landwehr. Il est ensuite affecté au Grand État-Major général, où il est transféré le 1er novembre 1853 après avoir été promu au grade de Rittmeister. De là, il passe le 22 mai 1854 à l'état-major général du 3e corps d'armée, d'où il est à nouveau commandé du 13 avril au 13 juin 1857 pour servir dans le 3e régiment de hussards. Le 30 mai 1857, Dohna devient major au Grand État-Major général, tout d'abord sans brevet. Le 11 août 1857, il est nommé commandant du 1er escadron et chef de la 2e compagnie du régiment des Gardes du Corps avec l'attribution du brevet correspondant à son grade. Fin mai 1858, il est promu à l'état-major du régiment en tant qu'officier d'état-major titulaire.
Pendant toute la durée de la mobilisation à l'occasion de la guerre de Sardaigne, Dohna commande le 1er régiment de cavalerie de la Garde de la Landwehr et, après la démobilisation, il dirige cette unité jusqu'à la mi-novembre 1859, date à laquelle il retourne à son poste d'officier d'état-major titulaire. Le 12 mai 1860, il est nommé commandant du 3e régiment de cuirassiers à Königsberg. En cette qualité, Dohna est promu lieutenant-colonel le 18 octobre 1861 et reçoit le 8 décembre 1861 la distinction de commandeur honoraire de l'Ordre du Mérite du duc Pierre-Frédéric-Louis. Le 25 juillet 1864, il est promu colonel, participe aux batailles de Trautenau et de Sadowa lors de la guerre contre l'Autriche en 1866 et reçoit les épées de l'Ordre de l'Aigle rouge de 3e classe pour son action. En position à la suite, Dohna est nommé commandant de la 16e brigade de cavalerie le 30 octobre 1877 et promu major général le 22 mars 1868. En cette même qualité, il est affecté à la 13e brigade de cavalerie à partir du 28 juillet 1868.
Lors de la mobilisation à l'occasion de la guerre contre la France, Dohna devint le 18 juillet 1870 commandant de la 7e brigade de cavalerie, qu'il dirige aux batailles de Borny-Colombey, Noisseville, Villers-Bretonneux, Hallue, Bapaume et Saint-Quentin. Il participe aussi au siège de Metz, aux batailles de Sapigny (2 janvier 1871) et Pouilly (23 janvier 1871) et la poursuite de Cambrai. Décoré des deux classes de la croix de fer, Dohna retourne à son poste de commandant de la 13e brigade de cavalerie après la signature de la paix le 23 mai 1871. Le 16 novembre 1872, il est mis à disposition avec le caractère de lieutenant général avec pension. Le 19 janvier 1896, il reçoit l'ordre de la Couronne de 2e classe avec étoile.
Dohna est fait chevalier d'honneur de l'Ordre de Saint-Jean. Il est mort célibataire le 21 février 1909 à Charlottenburg et est inhumé au cimetière des Invalides le 24 février 1909.

## Travaux
- Die Donins. Aufzeichnungen über die erloschenen Linien der Familie Dohna. 4 Bände, Berlin 1877–1886. (Band 1)
- Auszugsweise Mittheilungen aus den familiengeschichtlichen Schriften. Die Donins und die Dohnas. Sittenfeld, Berlin 1887 (Digitalisat)